# 1537

## Родени
- Бия Медичи, дъщеря на Козимо I Медичи

## Починали
- 24 октомври – Джейн Сиймур, английска кралица, съпруга на Хенри VIII